# Sanatorio

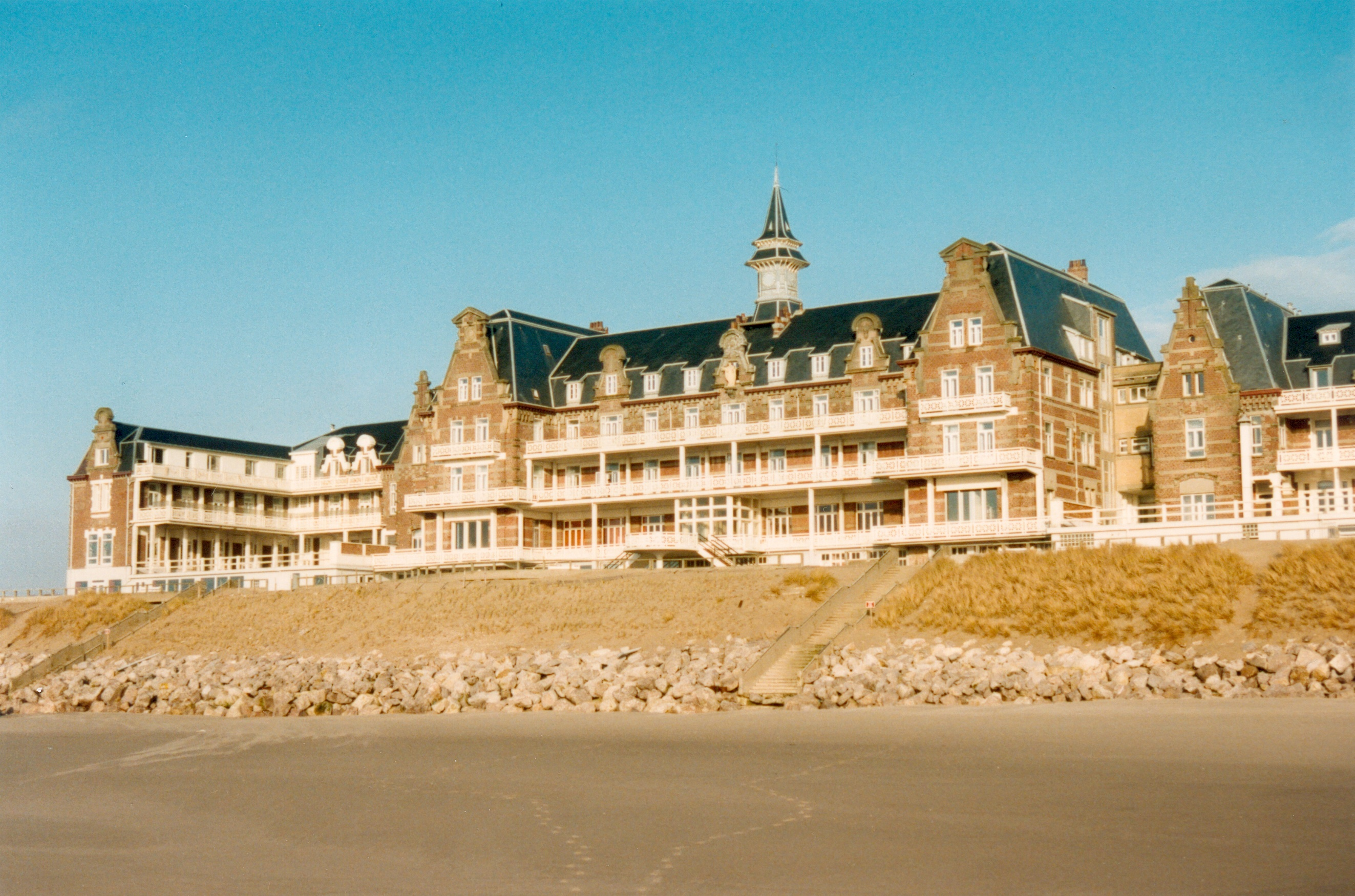
Un sanatorio a Berck.

Il sanatorio è una tipologia di centri ospedalieri strutturati per la cura di malattie croniche a lunga degenza, solitamente respiratorie come ad esempio la tubercolosi.

## Struttura
Si trattava di strutture con spazi molto ampi; tipicamente venivano costruiti in zone favorevoli sia dal punto di vista climatico, che geografico (fuori dai centri abitati).
Alcune strutture beneficiavano della vicinanza di polmoni verdi esplicitamente per esigenze dei trattamenti: ad esempio, l'ospedale Forlanini di Roma venne circondato da un parco di diversi ettari con alberi secolari.

## Storia
Oltre alle favorevoli condizioni climatiche, erano in uso terapie blande come quelle del consumo di acque minerali, ginnastica, clisteri, bagni di sole.
Si tratta per l'Europa di un'istituzione legata soprattutto al passato: in buona parte l'idea del sanatorio si è sviluppata nella seconda metà dell'Ottocento.
Si presumeva che il paziente potesse trovare aiuto contro mali reali o presunti come ad esempio il colera.
In Italia, a parte poche eccezioni, furono luoghi che riprendevano l'idea del più antico lazzaretto, nei quali le cure offerte ai malati non consentivano il loro recupero.
La diffusione dei sanatori si arrestò dopo l'invenzione degli antibiotici.
Furono infine soppressi verso la fine degli anni settanta, con la creazione dei reparti infettivi nei normali ospedali.